# Programme Shuttle-Mir
Programme de la navette spatiale américaine Programme Constellation
Le programme Shuttle-Mir est un programme spatial conjoint de la Russie et des États-Unis qui s'est déroulé entre 1994 et 1998 et dont l'objectif était de préparer la construction de la Station spatiale internationale en permettant à la NASA d'acquérir le savoir-faire de la Russie dans le domaine  de l'assemblage d'une station spatiale et des séjours de longue durée dans l'espace. Dans le cadre de ce programme, plusieurs astronautes américains ont effectué des séjours à bord de la station spatiale russe Mir et plusieurs navettes spatiales américaines se sont amarrées à celle-ci.
Le programme Shuttle-Mir est lancé dans un contexte difficile pour les programmes spatiaux à la fois russe et américain. L'agence spatiale américaine de la NASA ne parvient pas à faire aboutir son projet de station spatiale annoncé en 1984 par le président Reagan mais régulièrement refondu pour tenter de répondre aux contraintes de coût imposées par les responsables politiques. L'Agence spatiale fédérale russe, de son côté, subit de plein fouet la crise économique qui suit l'éclatement de l'Union soviétique début 1992 ; elle doit arrêter pour des raisons financières l'assemblage de sa station spatiale Mir en orbite, mettre en sommeil sa navette Bourane, et peine à assurer le fonctionnement de sa station spatiale. Le rapprochement politique spectaculaire entre les États-Unis et la Russie permet d'envisager une coopération dans le domaine spatial. En septembre 1993, un accord de principe est signé entre les responsables russes et américains visant à développer conjointement une station spatiale, la future Station spatiale internationale, incorporant les modules de la station Mir-2 qui devait succéder à Mir. L'assemblage de cette station dite « Phase 2 », doit être précédé par une « Phase 1 », au cours de laquelle les astronautes américains doivent faire des séjours prolongés à bord de la station Mir pour acquérir le savoir-faire des Russes. En contrepartie de cette prestation, la NASA verse une compensation financière de 400 millions de dollars américains qui va permettre aux responsables russes d'achever l'assemblage de la station Mir.  
Le programme Shuttle-Mir se traduit par onze missions au cours desquelles la navette spatiale américaine s'amarre à la station spatiale Mir, un vol commun à bord de Soyouz et un séjour cumulé de mille jours des astronautes américains à bord de Mir dans le cadre de sept expéditions. Il donne lieu à plusieurs « premières » : premier astronaute américain à bord d'un vaisseau Soyouz, assemblage du plus grand véhicule spatial à cette date et première sortie dans l'espace d'un astronaute américain équipé de la combinaison spatiale russe Orlan. Les difficultés financières de l'agence spatiale russe conduisent indirectement à plusieurs incidents menaçant la sécurité de l'équipage à bord de Mir : un feu se déclare à bord de la station spatiale et un vaisseau cargo Progress endommagé définitivement un des modules de Mir. Néanmoins, le programme permet aux Américains et aux Russes d'apprendre à surmonter leurs divergences organisationnelles et idéologiques. La NASA acquiert un savoir-faire dans le domaine de l'assemblage d'une station spatiale qui contribuera sans doute à faciliter la réalisation de la Station spatiale internationale.

## Contexte

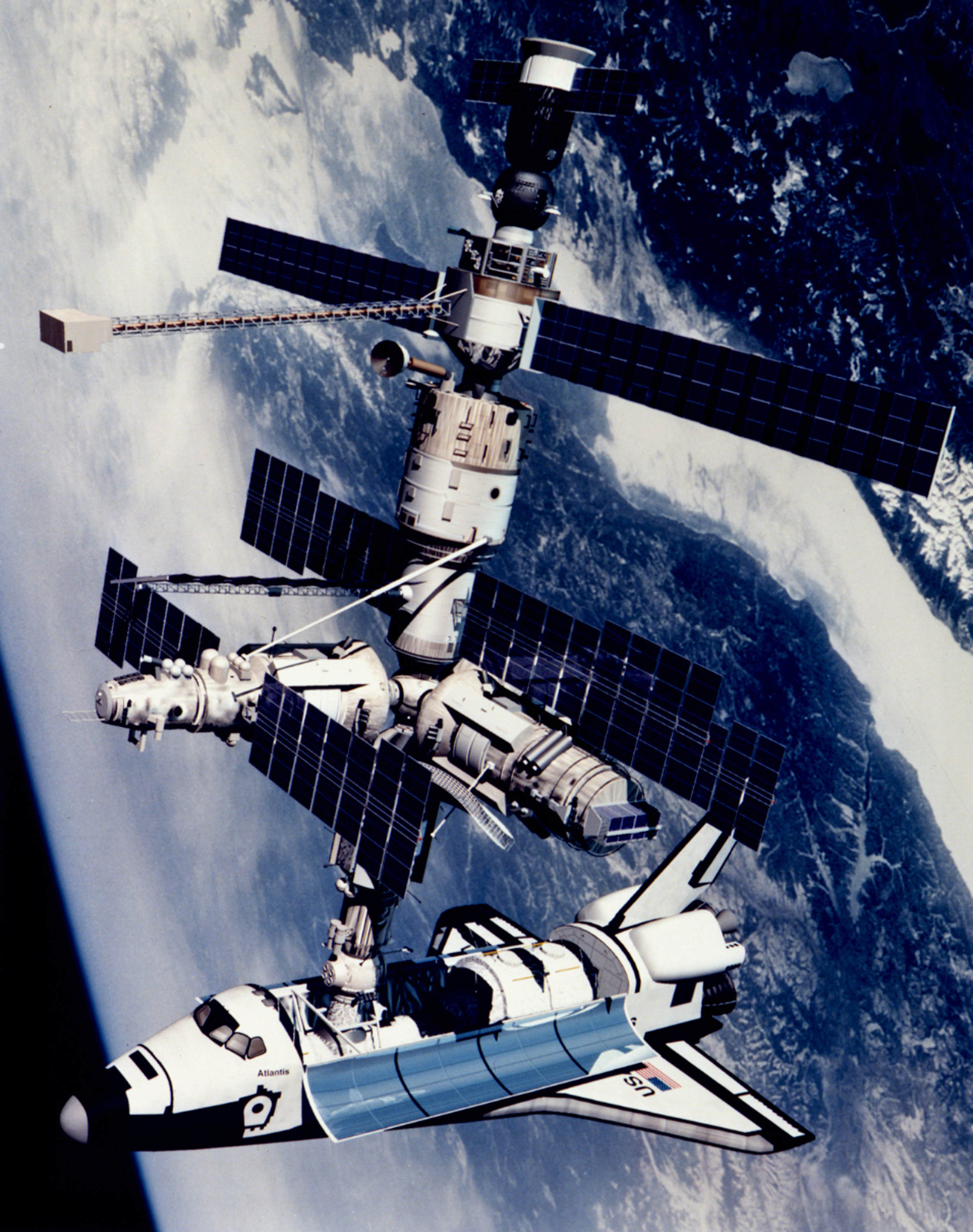
Image 3D de la navette spatiale Atlantis amarrée à Mir durant la mission STS-71.

Bien que le programme Shuttle-Mir ait été conçu comme une partie du projet de la station spatiale internationale (ISS), qui représente l'union de plusieurs projets de station spatiale issus de diverses nations, il tire ses origines de la Guerre froide. Au début des années 1980, la NASA avait prévu de lancer une station spatiale modulaire nommée Freedom à la suite des stations spatiales soviétiques Saliout et Mir. À cette période, les soviétiques avaient l'intention de construire Mir-2 dans les années 1990 pour remplacer Mir.
En raison de contraintes budgétaires et de conception, la station Freedom n'a cependant jamais progressé au-delà des maquettes et des tests de composants mineurs. Avec la chute de l'Union Soviétique mettant fin à la Guerre Froide et à la course à l'espace, Freedom a été presque annulée par la Chambre des représentants des États-Unis. En Russie, le chaos économique post-soviétique a également conduit à l'annulation de la construction de la station Mir-2, alors que seulement son bloc de base DOS-8 a été construit. Les autres nations engagées dans des projets de stations spatiales ont rencontré des difficultés budgétaires similaires, ce qui a incité le gouvernement américain à entamer des négociations au début des années 1990 avec des partenaires en Europe, en Russie, au Japon et au Canada, afin de commencer une collaboration multinationale sur un projet de station spatiale.
En juin 1992, le président des États-Unis George Bush père et le président russe Boris Eltsine se mirent d'accord pour coopérer dans le domaine de l'exploration spatiale en signant l'« Accord entre les États-Unis d'Amérique et la fédération de Russie concernant la coopération dans l'exploration et l'usage de l'espace à des fins pacifiques ». L'accord prévoyait la mise en place d'un programme spatial conjoint de courte durée pour lequel un astronaute américain embarquerait dans la station Mir et deux cosmonautes russes embarqueraient dans la navette spatiale. Cependant, en septembre 1993 le vice-président américain Al Gore et le premier ministre russe Viktor Tchernomyrdine annoncèrent le projet de la nouvelle station spatiale, qui sera nommée plus tard la station spatiale internationale (ISS). Ils décidèrent également qu'en préparation de ce nouveau projet, les États-Unis seraient largement impliqués dans le programme Mir pour les années à venir, sous le nom de code de « Phase 1 » (la construction de l'ISS étant la « Phase 2 »).
Au cours de ce programme, onze missions avec les navettes spatiales ont rejoint la station, des rotations d'équipage sont effectuées et du matériel est apporté sur la station. Au cours de la mission STS-74 sont amenés de nouveaux éléments, un module d'amarrage, deux nouveaux panneaux solaires et de nombreuses expériences scientifiques sont réalisées durant les vols et à bord de la station spatiale. Le programme permit aussi la mise en place sur Mir de deux nouveaux modules, Spektr et Priroda, qui furent utilisés par les Américains comme des quartiers d'habitation et un laboratoire pour réaliser la plupart de leurs expériences à bord de la station. Ces missions permirent à la NASA et à l'Agence spatiale fédérale russe de beaucoup apprendre sur la manière de travailler au mieux dans l'espace avec des partenaires internationaux ainsi que sur la manière de minimiser les risques associés à l'assemblage en orbite d'une grande station spatiale, comme ce sera le cas avec l'ISS,.
Le programme a aussi servi de ruse politique de la part du gouvernement américain, permettant à la NASA de prendre part par une voie diplomatique au programme spatial russe, paralysé par un faible financement. En revanche cela permit au gouvernement russe récemment élu de pouvoir continuer à utiliser Mir et de s'assurer que le gouvernement russe garde des relations amicales avec les États-Unis,.

### Incréments

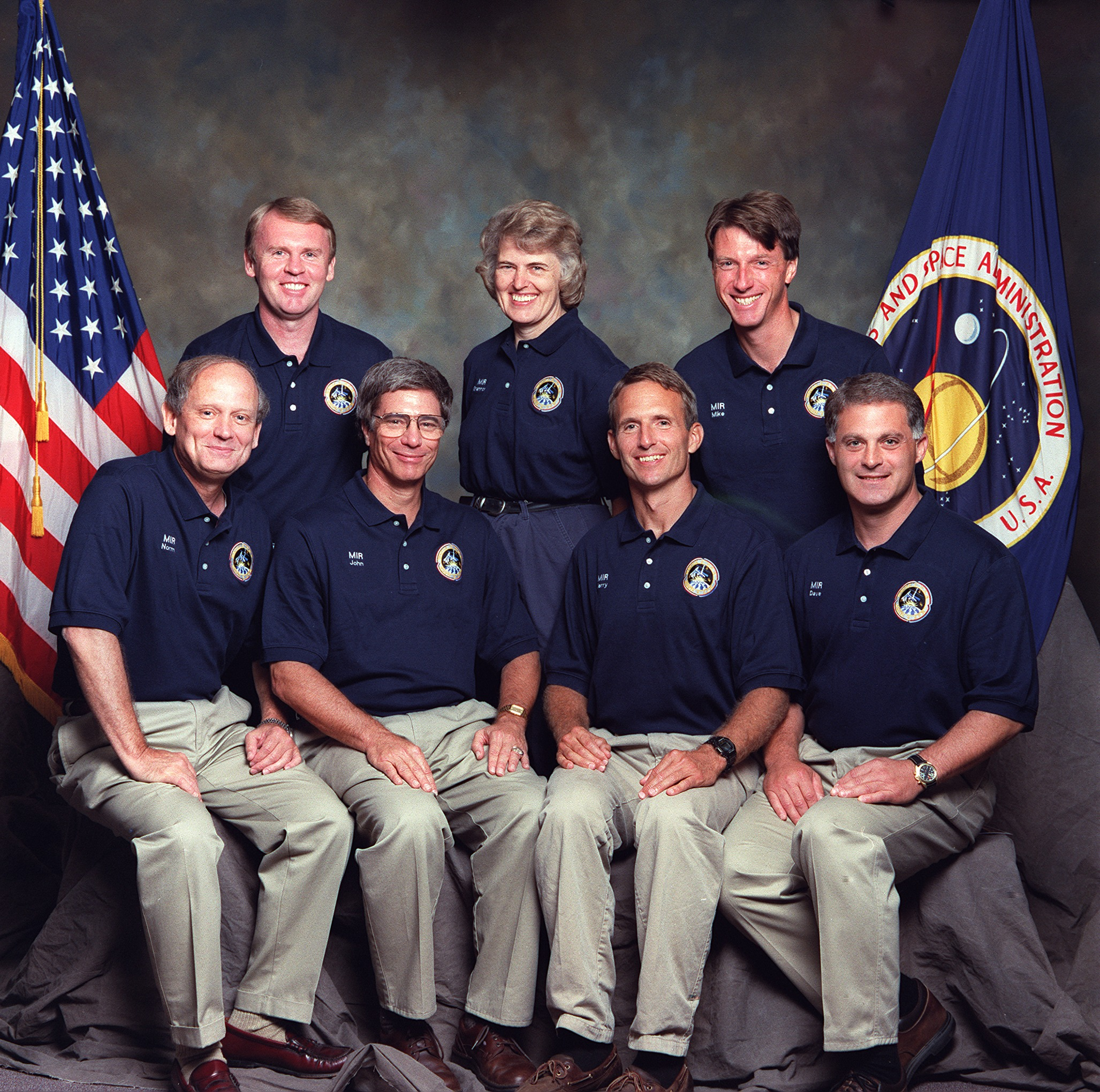
Les sept astronautes américains qui ont effectué des séjours de longue durée sur Mir.

En plus des vols de la navette vers Mir, la « Phase 1 » comportait sept « incréments » à bord de la station : des vols de longue durée sur Mir par des astronautes américains. Les sept astronautes qui y prirent part étaient Norman Thagard, Shannon Lucid, John Blaha, Jerry Linenger, Michael Foale, David Wolf et Andrew Thomas. Chacun d'eux effectua un entraînement à la cité des étoiles en Russie sur les divers aspects des opérations sur Mir et sur le vaisseau Soyouz utilisé pour le trajet aller et retour vers la station. Les astronautes firent aussi des exercices en vue d'effectuer des sorties extravéhiculaires hors de Mir et reçurent des cours de russe, afin de parler avec les cosmonautes à bord de la station et avec le centre de contrôle en Russie pendant leurs missions.
Durant leurs expéditions sur Mir, les astronautes firent diverses expériences, dont la culture de plantes et la croissance de cristaux et prirent des centaines de photos de la Terre. Ils aidèrent également à la maintenance et à la réparation de la station vieillissante, assistant à divers incidents dont des feux, des collisions, des pertes de puissance, des rotations incontrôlées ainsi que des fuites toxiques. En tout, les astronautes américains ont passé environ mille jours à bord de Mir, permettant à la NASA d'apprendre beaucoup sur les vols de longue durée, particulièrement sur la psychologie des astronautes ainsi que sur une meilleure façon de planifier les expériences des équipages dans la station,.

### Mir

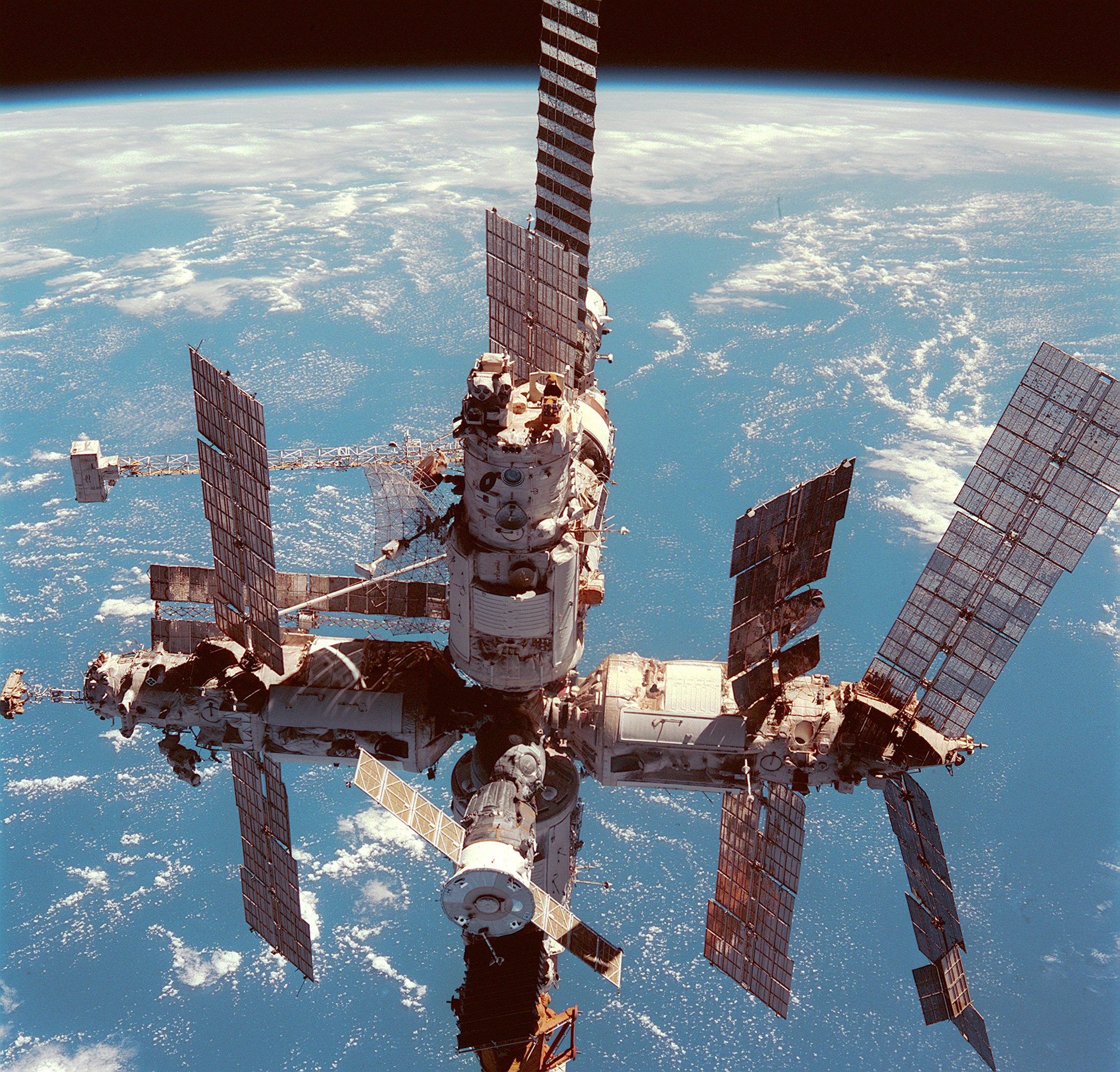
Vue de Mir à partir de la navette spatiale Discovery lors de la mission STS-91.

Mir fut construite entre 1986 et 1996 et fut la première station spatiale modulaire. Elle fut  aussi la première station de recherche constamment habitée pour de longs séjours dans l'espace, et elle détient actuellement le record de présence humaine en continu dans l'espace avec dix ans moins huit jours. L'objectif de Mir était de fournir un laboratoire scientifique habitable et de grande taille dans l'espace et, grâce à un grand nombre de collaborations et de programmes (Intercosmos, Shuttle-Mir), elle fut rendue accessible à des cosmonautes et astronautes de nombreux pays différents. La station exista jusqu'au 23 mars 2001 puis fut volontairement changée d'orbite pour se désintégrer durant sa rentrée atmosphérique.
Mir était fondée sur les modèles de stations spatiales Saliout, lancées par l'Union Soviétique (sept stations Saliout avaient été lancées depuis 1971) et était principalement entretenue par des missions Soyouz habitées et ravitaillée par les véhicules spatiaux Progress. Il était également prévu qu'elle soit rejointe  par la navette Bourane mais le programme de cette dernière fut arrêté à la suite de son premier vol non habité. Les navettes américaines en missions sur Mir utilisaient un système d'amarrage périphérique androgyne, conçu à l'origine pour la navette Bourane, monté sur une fixation à l'origine prévue pour être utilisée sur la Freedom.
Quand la navette spatiale était amarrée à Mir, cette structure formait un complexe de vie et de travail qui en faisait à cette époque le plus grand vaisseau spatial construit avec une masse totale de 250 tonnes,.

### Navette spatiale

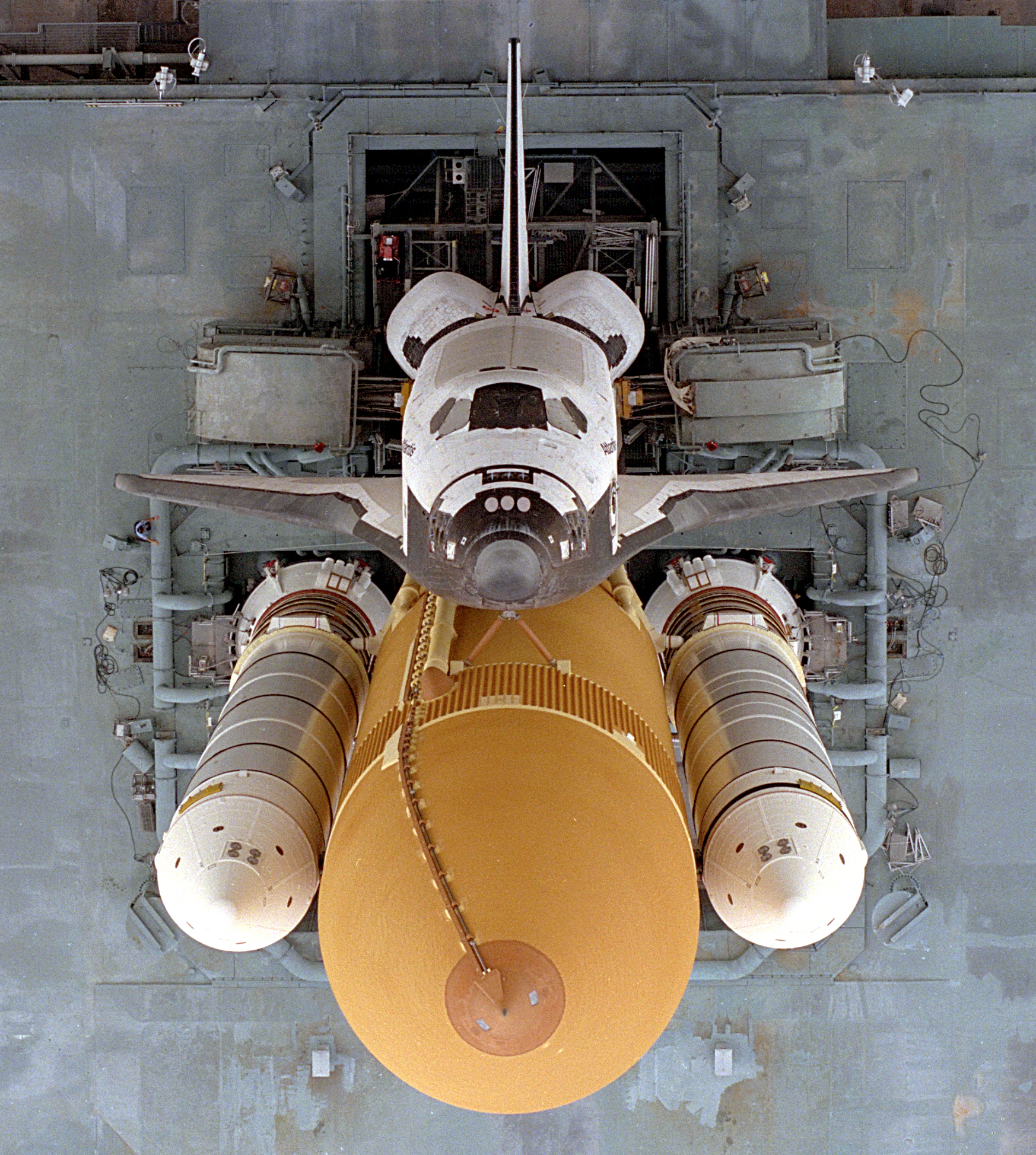
Navette spatiale Atlantis sur l'aire de lancement avant la mission STS-79.

La navette spatiale américaine, officiellement appelée « Space Transportation System » (STS, système de transport spatial), était le lanceur de l'époque des États-Unis pour les vols habités. En tout une flotte de cinq orbiteurs ont été construits. L'orbiteur était lancé verticalement, transportant généralement de cinq à sept astronautes (bien que huit astronautes aient déjà été transportés, onze pouvaient l'être en cas d'urgence) ainsi qu'une charge utile pouvant peser jusqu'à 24 500 kg en orbite terrestre basse. Quand la mission était terminée, il utilisait ses propulseurs, les moteurs du système de manœuvre orbitale, pour quitter son orbite et effectuer sa rentrée atmosphérique. Pendant la descente et l'atterrissage, l'orbiteur de la navette se comportait comme un planeur et atterrissait sans utiliser d'énergie.
La navette spatiale est le premier véhicule spatial conçu pour être en grande partie réutilisé. Elle pouvait transporter de gros chargements sur des différentes orbites, et pour les programmes Shuttle-Mir et de l'ISS, elle permet la rotation des équipages, l'approvisionnement en diverses fournitures, modules et équipements aux stations spatiales. À l'origine une navette est conçue pour une durée de vie opérationnelle de 10 ans, ou au moins 100 missions.
Au cours de la « Phase 1 », la station Mir a été visitée par trois navettes spatiales : Discovery, Atlantis et Endeavour. En particulier, la navette Atlantis effectua sept vols à la suite de 1995 à 1997. La navette Columbia, la plus ancienne et la plus lourde de la flotte, n'était pas pleinement opérationnelle sur l'orbite inclinée à 51,6° de la station Mir (puis plus tard l'ISS à 57°) et ne pouvait pas s'amarrer à la station spatiale car n'était pas équipée d'un sas externe,,.

## Chronologie

### Début d'une nouvelle coopération (1994)

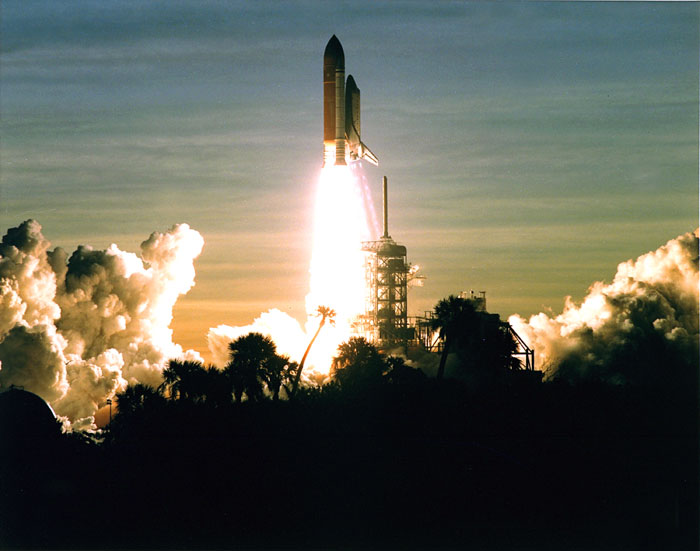
Début du programme Shuttle-Mir : lancement de Discovery pour la première mission, STS-60.

La « Phase 1 » du programme Shuttle-Mir commence finalement le 3 février 1994 avec le lancement de la navette spatiale Discovery pour sa 18e mission, STS-60. Cette mission de huit jours est le premier vol d'une navette de l'année et le premier vol d'un cosmonaute russe, Sergueï Krikaliov, à bord de la navette américaine ce qui marqua le début d'une nouvelle ère de coopération dans la conquête de l'espace pour les deux nations, 37 ans après le début de la course à l'espace.
La mission, qui fait partie d'un accord international sur les vols spatiaux habités, est le deuxième vol avec le module pressurisé Spacehab et marque par ailleurs l'envoi dans l'espace du centième chargement du programme « Getaway Special ». Le chargement principal de la mission est le Wake Shield Facility qui est conçu pour générer des couches semi-conductrices dans le domaine de l'électronique de pointe et a effectué son vol au bout du bras robotisé de la navette Discovery. Pendant la mission, les astronautes à bord de la navette effectuèrent de nombreuses expériences dans le module Spacehab situé dans la soute de l'orbiteur, et ils prirent également part à une conférence audiovisuelle en direct avec les trois cosmonautes russes présents à bord de Mir, Valeri Polyakov, Viktor Afanassiev et Iouri Ousatchev (pour les expéditions LD-4 et EO-15),,.

### Les États-Unis arrivent surMir(1995)

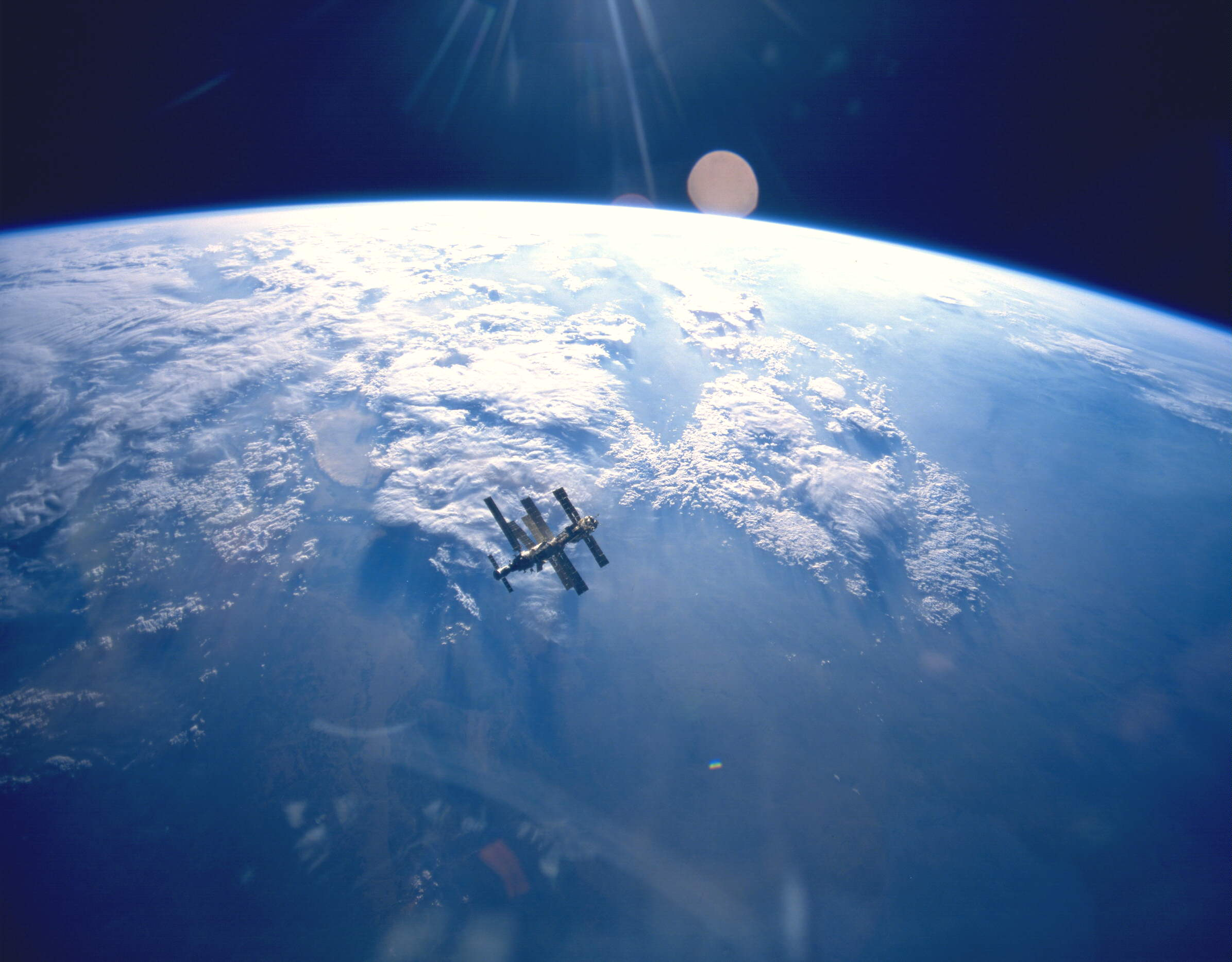
Vue de Mir depuis Atlantis à la fin de la mission STS-71.

Le 3 février 1995, la navette spatiale Discovery est lancée du centre spatial Kennedy pour effectuer la mission STS-63. C'est la 20e mission de cette navette, le deuxième vol sur ce programme ; il s'agit aussi du premier vol avec une femme comme pilote de la navette, Eileen Collins. Surnommée la mission « proche de Mir » (Near-Mir mission), la navette doit rejoindre la station Mir puis la survoler, en préparation de la mission STS-71 qui sera la première à s'amarrer à la station. Ce fut une mission de 8 jours qui permit la première rencontre de la navette avec la station Mir alors que le cosmonaute russe Vladimir Titov et le reste de l'équipage de Discovery s'approchaient à près de 12 mètres de Mir, avant que Collins ne fasse un survol de la station. Durant cette mission furent aussi testées différentes techniques et pièces d'équipement devant être utilisées lors de l'amarrage pour les missions suivantes,,.
Cinq semaines après le vol de la navette Discovery, le lancement le 14 mars de la mission Soyouz TM-21 transporta l'expédition EO-18 vers Mir. L'équipage était composé des cosmonautes Vladimir Dejourov et Guennadi Strekalov accompagnés de l'astronaute américain Norman Thagard, qui devint le premier américain à voler dans l'espace à bord d'un vaisseau Soyouz. Au cours des 115 jours de leur expédition, le module scientifique Spektr (qui servait d'habitat et d'espace de travail pour les astronautes américains) fut lancé par une fusée proton et s'amarra à Mir. Le module apporta plus de 680 kg de matériel d'équipement de recherche provenant des États-Unis et d'autres nations. L'équipage de l'expédition retourna sur Terre à bord de la navette spatiale Atlantis à la suite de la mission STS-71 qui permit le premier amarrage de la navette et de la station Mir,,.

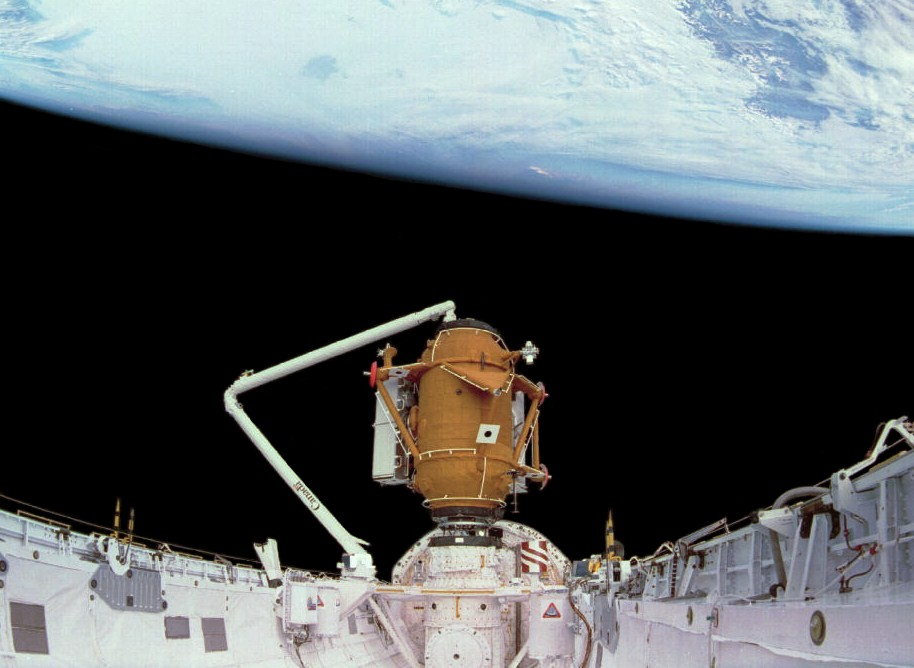
Le module d'amarrage à Mir situé dans la baie cargo dAtlantis (mission STS-74), va être fixé à la station Mir.

Les principaux objectifs de la mission STS-71, lancée le 27 juin, étaient le rendez-vous puis le premier amarrage entre une navette spatiale américaine et la station Mir. Le 29 juin la navette Atlantis réussit avec succès un amarrage entre la navette spatiale et la station, devenant le premier vaisseau américain à s'amarrer à un vaisseau russe depuis la mission Apollo-Soyouz en 1975. La navette Atlantis permit le ravitaillement de la station Mir et amena à bord les deux cosmonautes Anatoli Soloviev et Nikolaï Boudarine, qui formeront le nouvel équipage de l'expédition EO-19, en rotation avec l'astronaute Norman Thagard et les cosmonautes Vladimir Dezhurov et Gennady Strekalov. Des expériences de biologie américaines et russes furent notamment effectuées en orbite à bord de la navette, sur le module Spacelab,,.
Le dernier vol de l'année 1995 pour la navette spatiale fut la mission STS-74 qui débuta le 12 novembre par le lancement d'Atlantis qui livra le module d'amarrage à Mir, une nouvelle paire de panneaux solaires ainsi que des mises à jour du matériel de la station. Le module d'amarrage était conçu pour fournir davantage d'espace aux navettes afin d'éviter une collision avec les panneaux solaires de Mir pendant la phase d'amarrage. Ce problème avait été surmonté durant la mission STS-71 en déplaçant le module Kristall sur la station. Le module ainsi fixé au point d'attache de Kristall, évita d'avoir recours à cette manœuvre lors des missions suivantes. Au cours du vol, près de 480 litres d'eau furent transférés sur Mir et des échantillons d'expériences comprenant du sang, de l'urine et de la salive furent transférés sur Atlantis pour être analysés sur Terre,,,.

### Priroda, feu et collision (1996–1997)

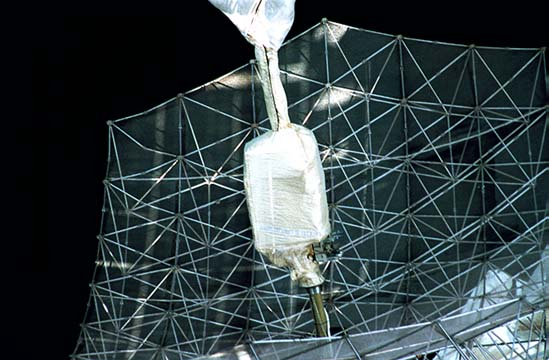
Vue de l'antenne radar Travers fixée au module Priroda.

1996 vit le début d'une présence américaine continuelle à bord de Mir, avec STS-76, lancée le 22 mars et transportant l'astronaute du deuxième incrément, Shannon Lucid, à la station. La troisième mission avec amarrage, où la navette Atlantis fut à nouveau utilisée, montra les possibilités logistiques avec un module Spacehab, et plaça des paquets expérimentaux sur le module d'amarrage de Mir pendant la première sortie extravéhiculaire pendant un amarrage, et transféra également Lucid vers Mir pour son séjour. La sortie, effectuée depuis la cabine d'équipage d'Atlantis, fournit une expérience aux astronautes pour préparer plus tard des missions d'assemblage à la station spatiale internationale.
Pendant un séjour d'une durée record, Lucid devint la première femme à vivre dans la station, et avec une extension de son incrément de six semaines, due à des problèmes avec les propulseurs d'appoint à poudre de la navette spatiale américaine ; sa mission de 188 jours fut la plus longue des missions américaines dans l'espace. Pendant que Lucid était à bord de Mir, le module Priroda, avec plus d'une tonne de matériel scientifique américain, fut amarré à Mir. Lucid utilisa aussi bien Priroda que Spektr pour mener 28 expériences différentes et en tant que quartiers d'habitation américains,.

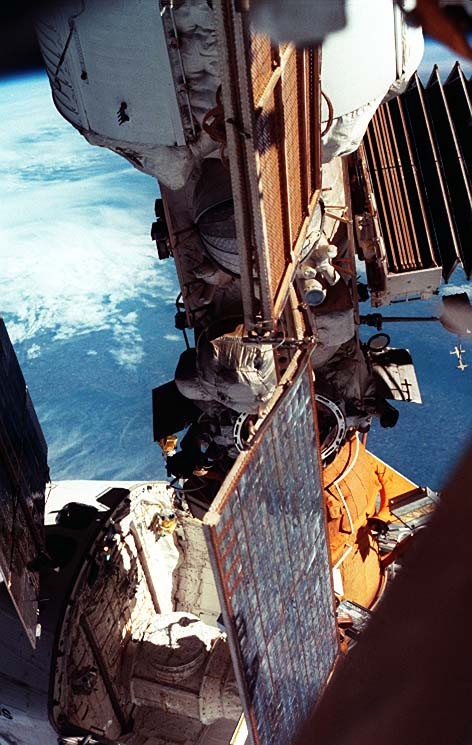
Derrière le panneau solaire déployé se trouve la navette Atlantis arrimée à Mir au cours de la mission STS-81.

Le séjour de Lucid à bord de la station s'acheva enfin avec le vol Atlantis de la mission STS-79, qui fut lancée le 16 septembre, et fit la première mission de la navette à lancer un module Spacehab double. Pendant la mission, presque 2 200 kg de provisions furent transférées à Mir, dont de l'eau générée par les piles à combustible d'Atlantis, ainsi que des expériences sur les supraconducteurs, le développement du cartilage, et d'autres études de biologie. Presque une tonne d'échantillons et d'équipements expérimentaux furent transférés de Mir à Atlantis, ce qui fait de ce transfert de 2 900 kg le plus important réalisé à ce moment.
Ce fut la quatrième mission ; elle transféra aussi John Blaha sur Mir où il prit place pour y vivre en tant qu'incrément. Pendant son séjour, il aida à l'amélioration des opérations dans certains domaines, comme les procédures de transfert quand la navette est arrimée, les procédures de passages de pouvoir pour les membres d'équipage américains dans un long séjour, et les communications radios amateurs.
Pendant son séjour à bord de la station, il effectua deux sorties dans l'espace pour supprimer les connecteurs électriques d'un panneau solaire vieux de 12 ans du bloc de base et reconnecter les câbles de panneaux plus efficaces, récemment livrés à la station. En tout, Blaha passa quatre mois avec les cosmonautes de Mir-22 à réaliser des expériences de science des matériaux, mécanique des fluides et de biologie avant de retourner sur Terre l'année suivante à bord d'Atlantis pendant STS-81,.
L'année 1997 s'avéra intéressante pour le programme. Pour commencer, un premier vol fut réalisé, STS-81, pour remplacer John Blaha par Jerry Linenger, après le séjour de 118 jours de Blaha à bord de Mir. Pendant ce cinquième amarrage de la navette, l'équipage d'Atlantis rapatria des provisions de la station et ramena sur Terre les premières plantes à avoir effectué un cycle de vie dans l'espace, une récolte de blé planté par Shannon Lucid. Pendant cinq jours d'opérations aidées, l'équipage transféra près de 2 900 kg de matériel logistique sur Mir, et 1 160 kg de matériel sur Atlantis (le plus gros transfert de matériels entre deux vaisseaux spatiaux à ce moment).
L'équipage de STS-81 a aussi testé le système TVIS (Shuttle Treadmill Vibration Isolation and Stabilization System), conçu pour être utilisé dans le module Zvezda de la Station spatiale internationale. Les petits moteurs vernier de la navette furent aussi allumés pendant les opérations assistées pour récolter des données techniques afin de repropulser l'ISS. À la fin de l'amarrage, Atlantis effectua une manœuvre de contournement de Mir, laissant Linenger à bord de la station pour l'incrément le plus mouvementé à ce jour,.

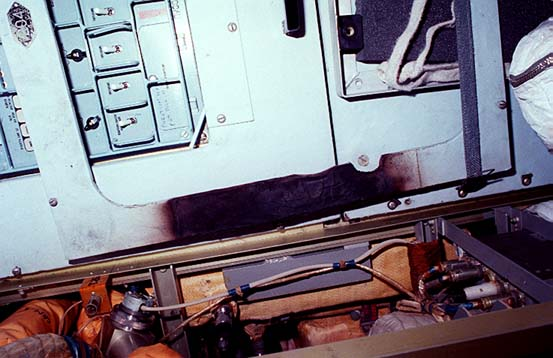
Un panneau interne de Mir en partie calciné après l'incendie.

Pendant cet incrément, Linenger devint le premier Américain à faire une sortie extra-véhiculaire dans une station spatiale étrangère, et dans un scaphandre non-américain, effectuant le premier test américain du scaphandre Orlan-M aux côtés du cosmonaute russe Vasili Tsibliyev. Les 3 membres d'équipage de l'expédition EO-23 ont aussi effectué un contournement du Soyouz, se désarrimant d'abord d'un point d'amarrage de la station, puis se réarrimant à un autre endroit après un vol manuel. Cela fit de Linenger le premier Américain à se désarrimer d'une station spatiale à bord de deux vaisseaux spatiaux différents (la navette spatiale et Soyouz).
Cependant, l'incrément ne s'est pas déroulé sans accroc ; Linenger et ses coéquipiers russes Vasili Tsibliyev et Aleksandr Lazoutkine firent face à quelques difficultés, dont le feu le plus grave arrivé à bord d'un engin spatial en orbite (causé par un générateur d'oxygène de secours), ainsi que des pannes de différents systèmes embarqués, une quasi-collision avec une capsule Progress pendant un test du système d'amarrage manuel et une panne totale de courant, ce qui amena un mouvement incontrôlé de la station dans l'espace,,,.
Linenger fut finalement remplacé par l'astronaute anglo-américain Michael Foale, amené par Atlantis pendant STS-84 avec la spécialiste de mission russe Elena Kondakova. L'équipage de STS-84  transféra 249 objets entre les deux vaisseaux, ainsi que de l'eau, des échantillons expérimentaux, des provisions et du matériel. L'une des premières choses transférées sur Mir fut un générateur d'oxygène Elektron, particulièrement important après le feu du 23 février. De plus, pendant le désamarrage le 21 mai, l'équipage arrêta trois fois Atlantis en faisant marche arrière, pour collecter des données d'un capteur européen conçu pour une future rencontre du véhicule automatique de transfert européen de l'Agence spatiale européenne avec la Station spatiale internationale,.

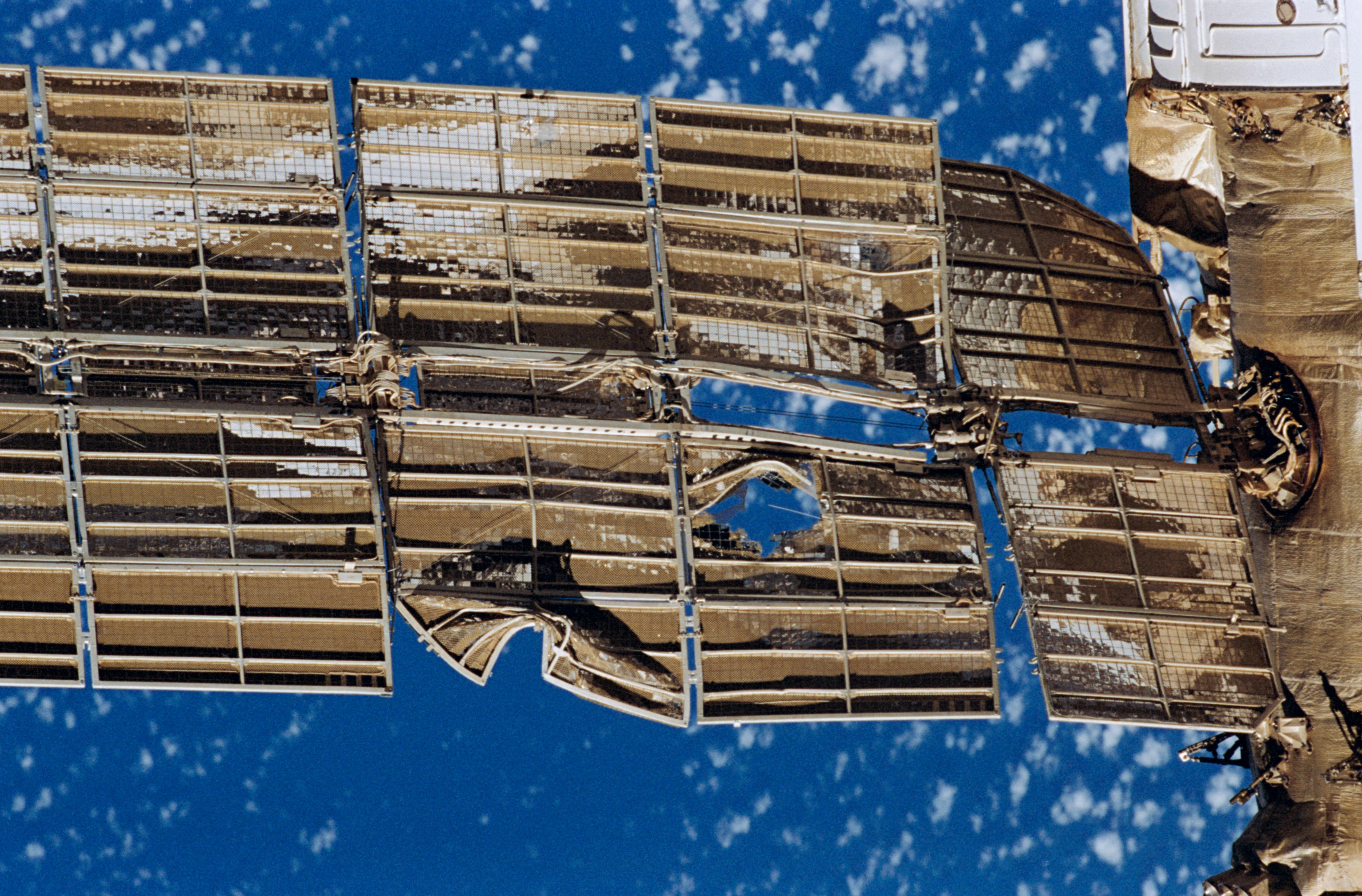
Panneau solaire du module Spektr endommagé à la suite d'une collision avec le véhicule spatial Progress en septembre 1997.

L'incrément de Foale se passa assez normalement jusqu'au 25 juin, quand pendant le deuxième test du système d'amarrage manuel du Progress, TORU, le vaisseau de ravitaillement heurta un panneau solaire du module Spektr et s'écrasa contre la coque externe de ce module, y faisant un trou causant une dépressurisation de la station, la toute première qui se déroula en orbite dans l'histoire de l'astronautique. Seule de rapides actions de la part de l'équipage (coupure des câbles menant au module et fermeture du sas du Spektr's), évitèrent l'abandon de la station par une capsule de sauvetage Soyouz. Leurs efforts menèrent à la stabilisation de la pression de l'air, tandis que la pression du Spektr, qui contenait beaucoup d'expériences de Foale ainsi que ses effets personnels, tomba à 0. Heureusement, la nourriture, l'eau, et autres ravitaillements de première nécessité se trouvaient dans d'autres modules, et une récupération et réorganisation remarquable par Foale et la communauté scientifique maximisa le retour des données scientifiques,.
Dans le but de restituer la puissance et les systèmes perdus à la suite de l'isolation de Spektr et pour tenter de localiser la fuite, le nouveau commandant de Mir, Anatoli Soloviev et l'ingénieur de vol Pavel Vinogradov effectuèrent une opération de sauvetage risquée, entrant dans le module vide pendant une sortie extra-véhiculaire appelée IVA, inspectant l'état du matériel et passant des câbles des systèmes de Spektr au reste de la station en passant par un sas spécial. Poursuivant leurs premières investigations, Foale et Soloviev menèrent une sortie extra-véhiculaire de 6 heures à la surface de Spektr pour inspecter les dégâts du module perforé,.
Après ces accidents, le congrès et la NASA envisagèrent d'abandonner le programme par souci de la sécurité des astronautes, mais l'administrateur de la NASA, Daniel Goldin, décida de continuer le programme, avec le prochain vol, STS-86, qui amènerait l'astronaute du prochain incrément David Wolf à bord de Mir.

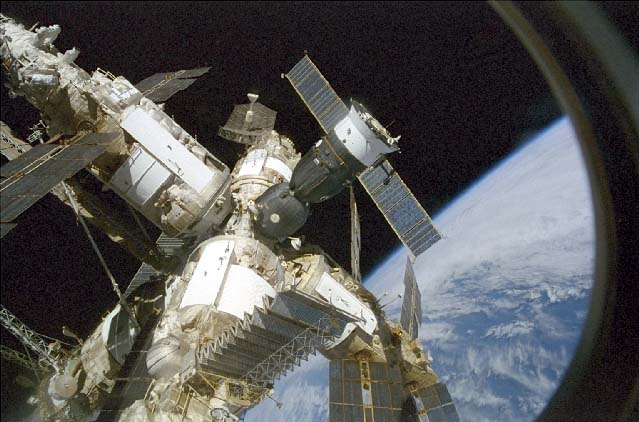
Quelques modules de la station Mir et du vaisseau Soyouz amarré, vu depuis le hublot d'Atlantis.

STS-86 réalisa le septième amarrage entre la navette et Mir, le dernier de 1997. Pendant la visite d'Atlantis, les membres d'équipage Titov et Parazinski effectuèrent la première sortie extra-véhiculaire américano-russe pendant une mission de la navette, et la première dans laquelle un Russe portait un scaphandre américain. Pendant la sortie de 5 heures, le duo fixa un panneau solaire de 58 kg au module d'amarrage, pour une future tentative de l'équipage de reboucher la fuite dans la coque du Spektr. La mission ramena Foale sur Terre, avec des échantillons, du matériel et un vieux générateur d'oxygène, et amena Wolf dans la station pour son incrément de 128 jours. Wolf avait à l'origine été planifié pour être le dernier astronaute de Mir, mais il fut choisi pour aller dans l'incrément à la place de Wendy Lawrence. Lawrence avait été jugée inéligible pour le vol dû à un changement dans les besoins des Russes après la collision avec le cargo de ravitaillement Progress. Les nouvelles règles nécessitaient que tous les membres d'équipage de Mir soient entraînés et prêts pour des sorties dans l'espace, mais un scaphandre russe ne pouvait être préparé pour Lawrence pour le jour du vol,.

### Fin de la phase 1 (1998)

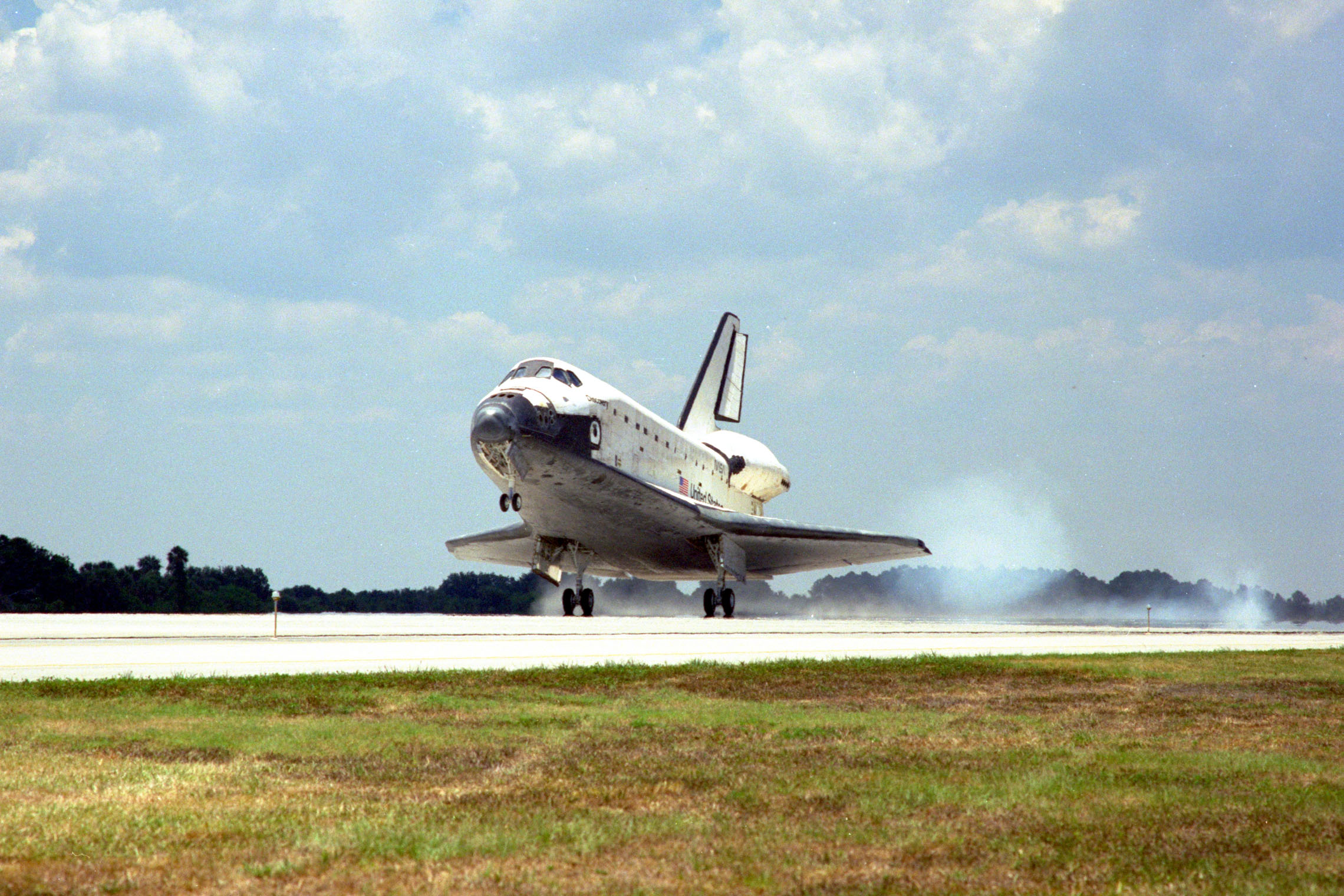
Atterrissage de la navette Discovery à la fin de la mission STS-91, achevant ainsi le programme Shuttle-Mir.

La dernière année de la phase 1 débuta avec le vol d'Endeavour pour STS-89. La mission amena le cosmonaute Salizhan Charipov sur Mir et Andy Thomas remplaça David Wolf, qui était resté 119 jours dans la station,.
Pendant son incrément, le dernier du programme, Thomas travailla sur 27 expériences scientifiques dans le domaine de la technologie avancée, des sciences de la vie et de la terre, de la micro-gravité et de la diminution des risques à bord de l'ISS.
Son séjour sur Mir, est considéré comme le plus calme de la phase un du programme, il comportait les « Lettres de l'avant-poste »  hebdomadaire écrites par Thomas, marqua deux étapes importantes pour la longueur des vols spatiaux : 907 jours consécutifs dans l'espace par des astronautes américains depuis le lancement de Shannon Lucid avec la mission STS-76 en mars 1996, et près de 1 000 jours d'occupation par des astronautes américains depuis le séjour de Norman Thagard en mars 1995,.
Thomas retourna finalement sur Terre avec la dernière mission du programme, STS-91. Cette mission mit fin à la première phase, avec les équipes de EO-25 et STS-91 transférant de l'eau sur Mir et échangeant 2 300 kg de provisions et d'expériences entre les deux vaisseaux. Les expériences de longue durée américaines qui étaient à bord de Mir furent transférées sur Discovery et stockées au milieu du compartiment de charges utiles et dans le module Spacehab. Quand les sas furent fermés pour le désamarrage à 13:07 UTC le 8 juin et le vaisseau détaché à 04:01 UTC de ce jour, le volet final des opérations d'amarrage Shuttle-Mir fut achevé et ce fut la fin de la phase un du programme de la station spatiale internationale,,.

### Phases deux et trois: ISS (1998–2010)

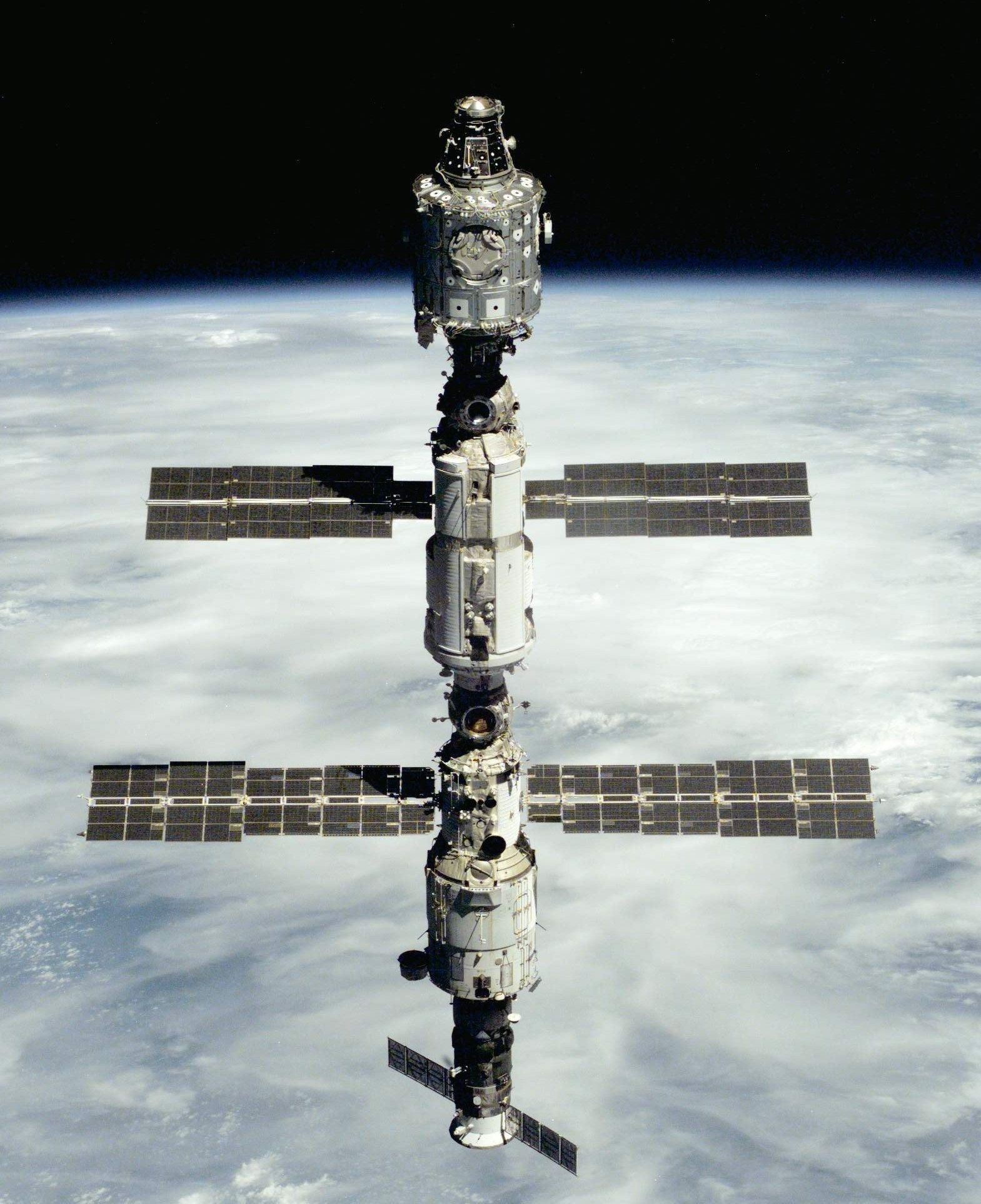
Les modules centraux de la station spatiale internationale (« Phase 2 » du programme) constituent un héritage de Mir.

La phase un du programme s'acheva avec l'atterrissage de Discovery le 12 juin 1998. Cependant, les techniques apprises et l'équipement développé pendant le programme continuèrent à servir pendant le développement de l'exploration spatiale avec le début de la phase deux le 20 novembre 1998. Ce jour vit le lancement de la fusée russe Proton transportant le premier module de la station spatiale internationale, le bloc Zarya. Ce premier des modules de l'ISS fournit de l'électricité, de la place de stockage, et peut propulser et guider la station pendant la première étape de son assemblage. Il s'agit de la colonne vertébrale de l'ISS.
À partir de février 2008, la station spatiale internationale consistait en huit modules pressurisés, trois panneaux solaires et une grande structure interconnectée, et était déjà le plus grand engin spatial de l'histoire. L'arrivée du module Destiny en 2001 marqua la fin de la phase deux et le début de la phase trois, l'assemblage final de la station, aujourd'hui en cours.
La station complète sera composée de cinq laboratoires et pourra accueillir a membres d'équipage. Avec plus de 1 000 m3 de volume pressurisé et une masse de 400 tonnes, elle aura presque deux fois la taille de l'assemblage de Mir et de la navette spatiale. La coopération internationale continuera pendant les phases deux et trois dans le domaine de la recherche en micro gravité, particulièrement dans des vols spatiaux de longue durée. Ces recherches fourniront une quantité considérable d'informations pour des expéditions de longues durées vers la Lune ou vers Mars.
Après le désorbitage volontaire de Mir le 23 mars 2001, l'ISS devint la seule station spatiale en orbite autour de la Terre jusqu'à l'assemblage de la station spatiale chinoise le 1er novembre 2022. L'héritage de Mir est toujours présent dans la station, rassemblant cinq agences spatiales dans l'exploration de l'espace, leur permettant de préparer leur prochain saut dans l'espace, vers la Lune, vers Mars et au-delà.

## Controverse

### Sécurité et gain scientifique
Pendant toute sa durée, le programme reçut beaucoup de critiques sur la sécurité de la station vieillissante, surtout après le feu à bord et la collision avec la capsule de ravitaillement Progress en 1997.

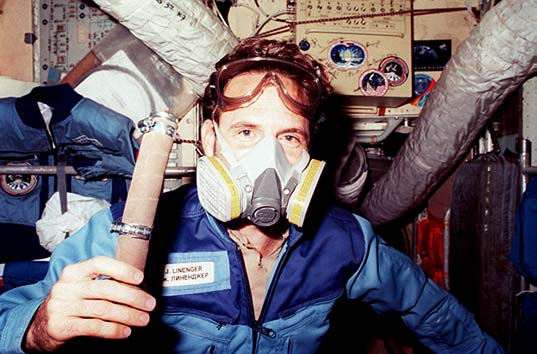
L'astronaute Jerry Linenger portant un respirateur à la suite du feu à bord de Mir en 1997.

Le feu, causé par un dysfonctionnement d'un générateur d'oxygène de remplacement, brûla entre 90 secondes et quatorze minutes selon les sources, et produisit une large quantité de fumées toxiques qui remplit la station pendant 45 minutes. Cela força l'équipage à utiliser des respirateurs, qui ont également causé des soucis dus au fait que certains d'entre eux étaient cassés. Des problèmes supplémentaires se présentèrent également quand on découvrit que les extincteurs fixés aux murs étaient impossibles à décrocher. De plus, le feu se déroula pendant un changement d'équipe ; ainsi, six hommes se trouvaient dans la station au lieu de trois habituellement, et le feu bloquait l'accès à une des capsules Soyouz de sauvetage. Si l'évacuation de la station avait été nécessaire, seulement la moitié de l'équipage aurait été capable de s'échapper. Un tel accident s'était déjà produit sur une expédition précédente, mais à ce moment le générateur d'oxygène n'avait brûlé que pendant quelques secondes,.
La collision, et celle qui avait failli se produire, soulevèrent d'autres questions sur la sécurité. Ces deux incidents furent causés par la panne d'une même pièce d'équipement, le système d'amarrage manuel TORU, qui subissait des tests à ces moments. Les tests étaient demandés pour jauger les performances d'un amarrage à longue distance pour permettre aux Russes en manque de liquidités de supprimer le coûteux système d'amarrage automatique Kours des capsules Progress. La presse à cette époque dénonça cette technologie non testée comme une preuve de plus de la lourdeur du programme Mir.
Ces accidents s'ajoutèrent aux critiques existantes contre la stabilité de la station mourante qui, conçue à l'origine pour durer quatre ans, était en service pendant douze ans. Pendant la première phase et par la suite, la station laissait paraître son âge : plantages constants des ordinateurs, pertes de puissance, mouvements incontrôlés dans l'espace, et fuites dans les tuyaux étaient des soucis permanents pour l'équipage. L'alimentation en air dans la station était aussi une cause de soucis, à cause de diverses pannes dans le système de génération d'oxygène du module Elektron. Ces pannes amenèrent les équipages à devenir dépendants des générateurs de secours, dont l'un causa le feu en 1997, et continue d'être un problème à bord de l'ISS qui utilise le même équipement de vie à bord.
Un autre sujet de controverse fut celui l'échelle de son véritable gain scientifique, surtout après la perte du module scientifique Spektr. Les astronautes, les chefs du programme et différents membres de la presse se plaignirent tous des bénéfices du programme qui avaient été surpassés par ses risques associés, surtout en considérant le fait que la plupart des expériences américaines étaient contenues dans le module troué. Ainsi, une grande quantité des recherches américaines étaient inaccessibles, réduisant immensément le nombre d'expériences pouvant être effectuées dans la station, rendant aux yeux de la presse le programme obsolète.
Les différentes questions de sécurité amenèrent la NASA à reconsidérer l'avenir du programme, et lorsqu'il fut décidé de le poursuivre, l'agence fut largement critiquée par divers organes de presse pour cette décision.

### États d'esprit
L'agence spatiale russe et la NASA divergeaient d'opinion concernant les astronautes impliqués. Du côté russe, beaucoup au Mission Control Center russe (le TsUP) considéraient que le matériel de la mission et la poursuite du programme Mir étaient plus importants que la vie des cosmonautes à son bord ; le programme fut donc exécuté de manière très différente du programme américain. Les cosmonautes avaient leurs journées planifiées à la minute, les actions (comme l'amarrage) qui pratiquées manuellement par les pilotes de la navette furent toutes exécutées automatiquement, et les cosmonautes avaient des retenues sur salaires prévues à leur retour sur Terre s'ils avaient commis des erreurs pendant leurs vols. Les Américains, eux, pensaient, à la suite de leur expérience à bord de Skylab, que ce n'était pas une manière productive de travailler, et ont depuis rendu leurs projets plus flexibles. Les Russes cependant ne changèrent pas d'avis, et beaucoup trouvèrent qu'un temps significatif fut perdu pour cette raison,.
De plus, l'astronaute Jerry Linenger affirme que, lors des deux accidents de 1997, les autorités russes tentèrent d'étouffer les évènements dans le but de réduire leur importance. Craignant que les Américains se rétractent du partenariat, ils essayèrent de donner l'impression que les astronautes américains n'étaient pas des partenaires à bord de la station, mais plutôt des invités. Les équipes de la NASA ne furent mises au courant que plusieurs heures après l'incendie et la collision et se trouvèrent mis à l'écart des processus de prise de décision. Lorsque les Russes tentèrent de faire assumer la totalité de l'accident à Vassili Tsibliev, la NASA exerça des pressions importantes et firent changer la position russe,.
Néanmoins, la NASA elle-même ne fut pas exempte de défauts au sujet de la phase une ; à divers moments pendant le programme, les cadres et le personnel se trouvèrent limités en termes de ressources et d'effectifs, particulièrement au moment où la phase deux était mise au point, et eurent des difficultés à faire avancer l'administration de la NASA. Un sujet particulier de mésentente fut l'attitude du directeur du conseil d'administration de gestion des équipages de vol, George Abbey, qui désignait les équipages des missions. Il était méprisé par beaucoup d'astronautes de la NASA à cause de sa méthode pour choisir les équipes des vols ; beaucoup restèrent au sol pour l'avoir contrarié d'une manière ou d'une autre. Les astronautes avaient le sentiment que cela empêchait souvent les meilleurs d'entre eux d'embarquer pour les rôles pour lesquels ils auraient été les plus compétents, et que le programme dans son ensemble souffrit de ses décisions,,.

### Financements
Une autre sujet important de controverse à propos du programme fut l'état financier du programme spatial russe ; depuis la dissolution de l'Union Soviétique quelques années plus tôt, l'économie de la Russie s'est lentement effondrée ; le budget de l'exploration spatial fut donc diminué de 80 %. Malgré un grand apport aux finances spatiales russes venant d'Europe et d'autres pays, ainsi qu'une proposition d'une chaîne de télévision japonaise de 9,5 millions de dollars pour avoir un de leurs journalistes à bord de Mir, la situation ne s'améliora pas. Au début de la phase un, le problème devint si grave que les cosmonautes effectuaient régulièrement des missions étendues pour économiser sur les lanceurs, les six vols annuels du Progress passèrent à trois, et il fut même envisagé de vendre Mir pour un montant d'environ 500 millions de dollars.
Les critiques affirmèrent que le contrat de 325 millions de dollars que la NASA avait passé avec la Russie était la seule chose qui maintenait le programme en vie, et que seule la navette spatiale gardait Mir en l'air. L'entraînement des astronautes à la cité des étoiles fut certainement à l'origine de cette impression, car la NASA dut payer des sommes considérables pour des manuels d'entraînement et des équipements. Les problèmes devinrent critiques quand ABC révéla dans son émission Nightline qu'il y avait une forte possibilité de détournement des financements américains par les autorités russes dans le but de construire un nouveau lotissement de maisons pour les cosmonautes à Moscou, ou bien que les projets de constructions étaient financés par la mafia russe. L'administrateur de la NASA Goldin fut invité dans l'émission pour défendre les maisons, mais refusa de faire un commentaire. Cependant, le bureau de la NASA pour les affaires extérieures affirma que « ce que la Russie fait de son propre argent est son affaire »,.

## Divers

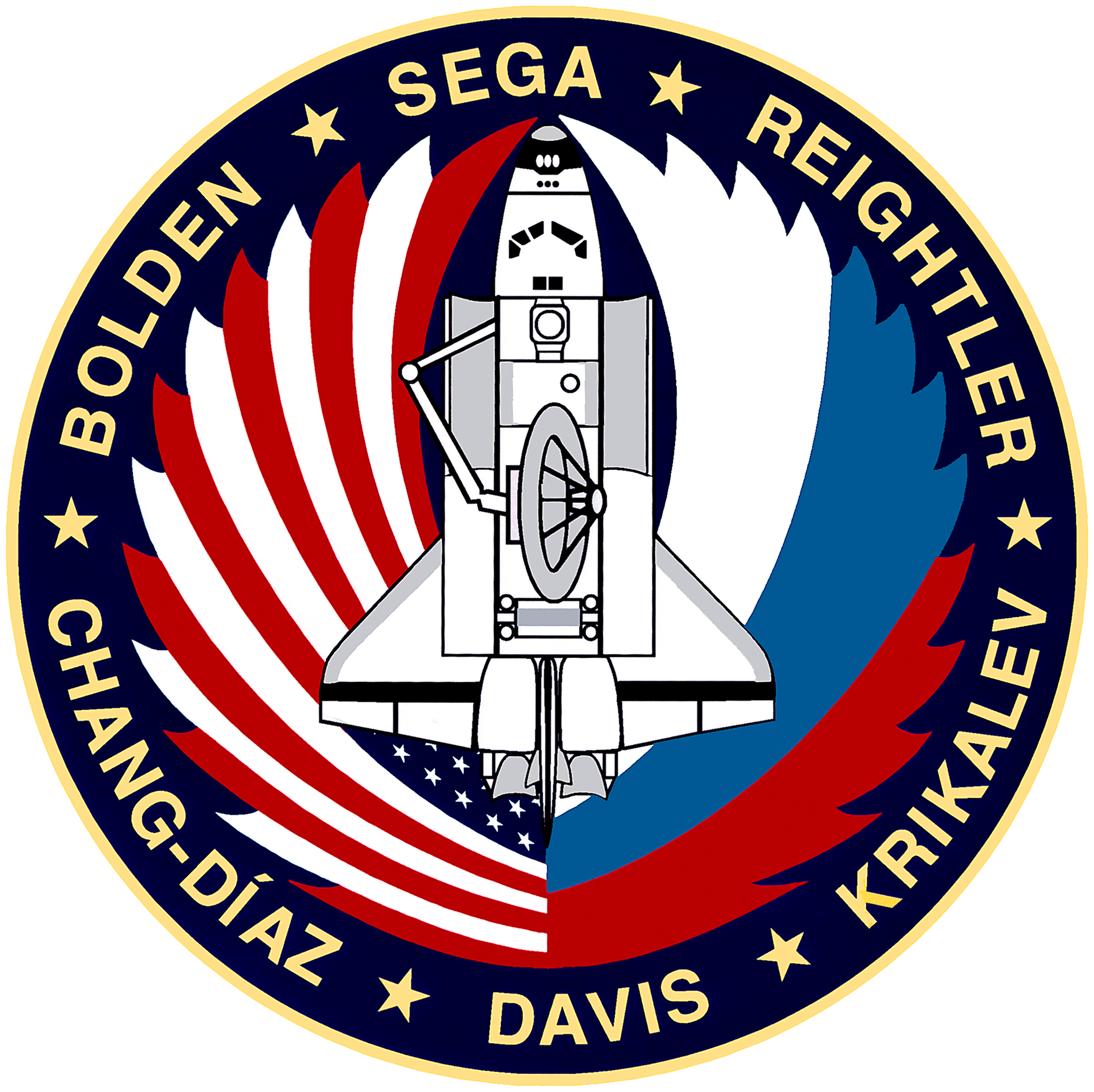
STS-60
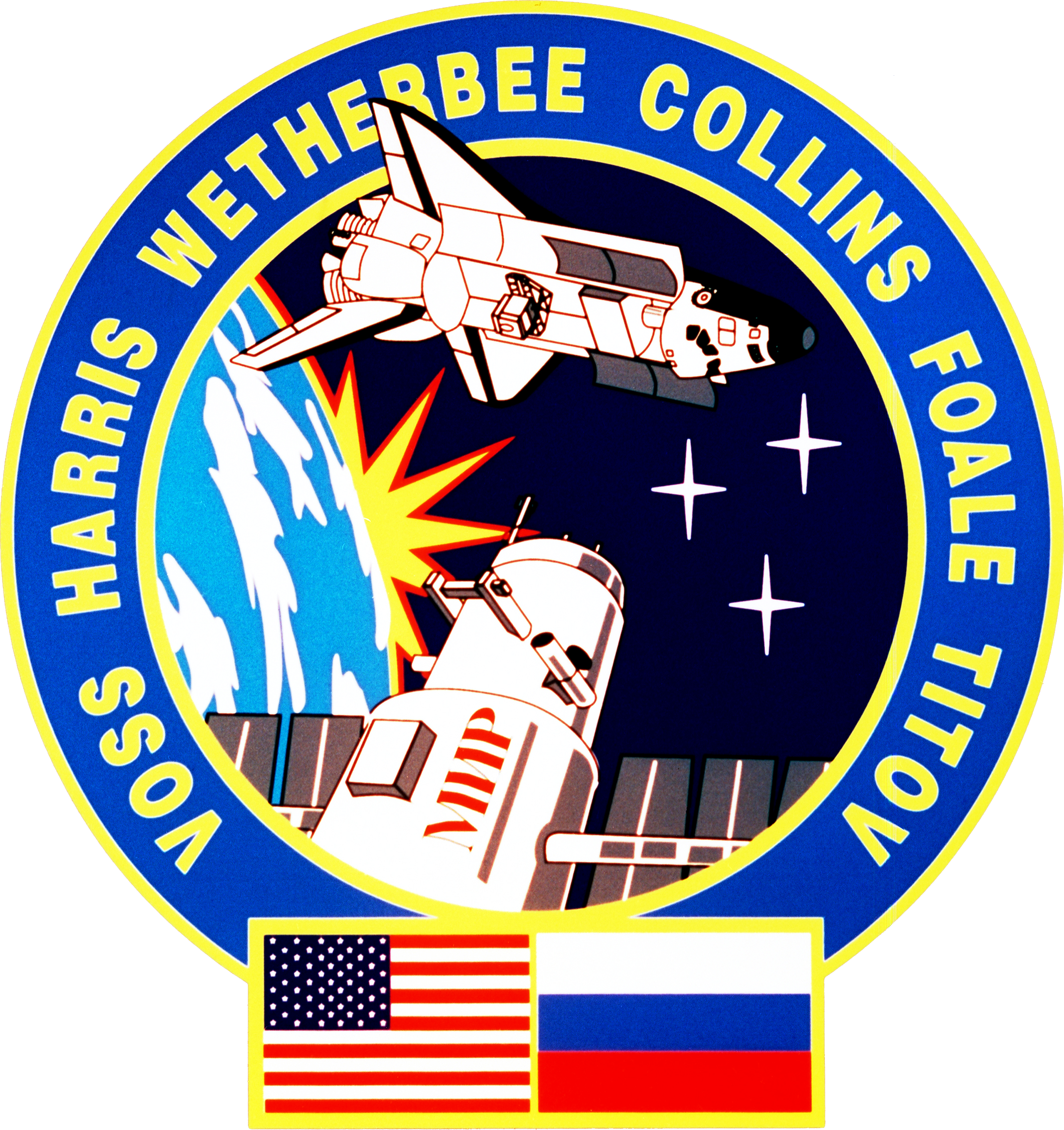
STS-63
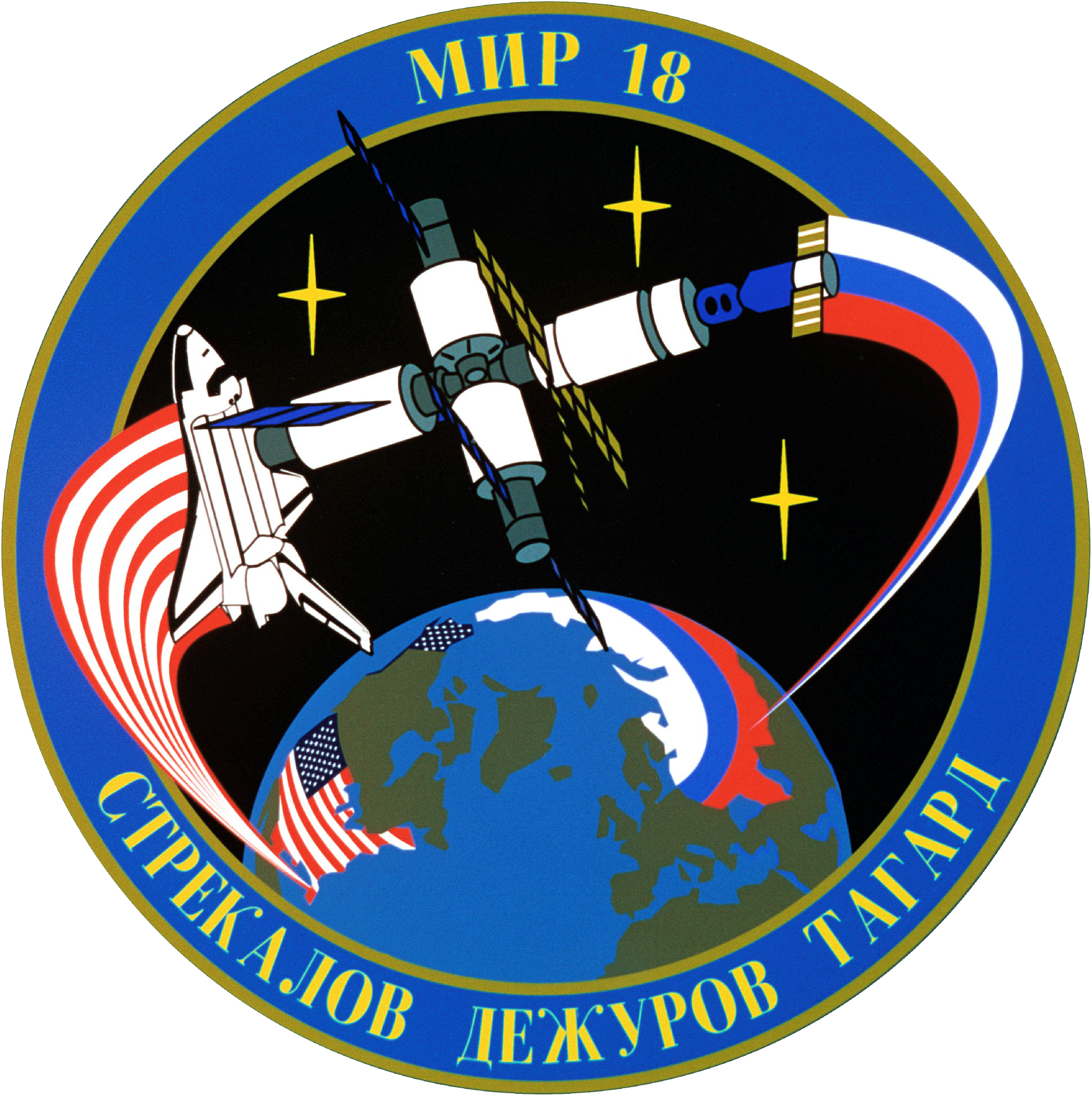
Soyouz TM-21
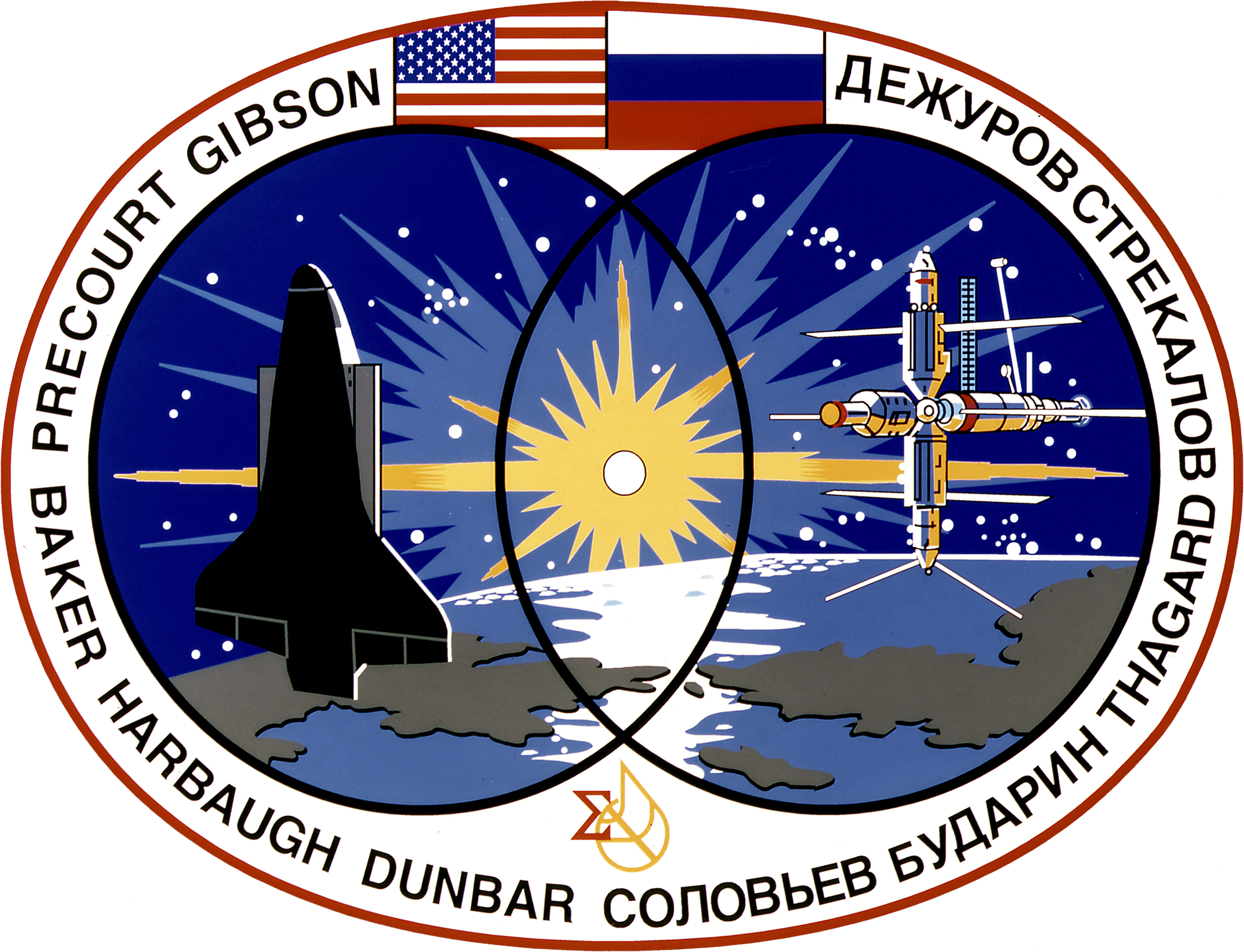
STS-71
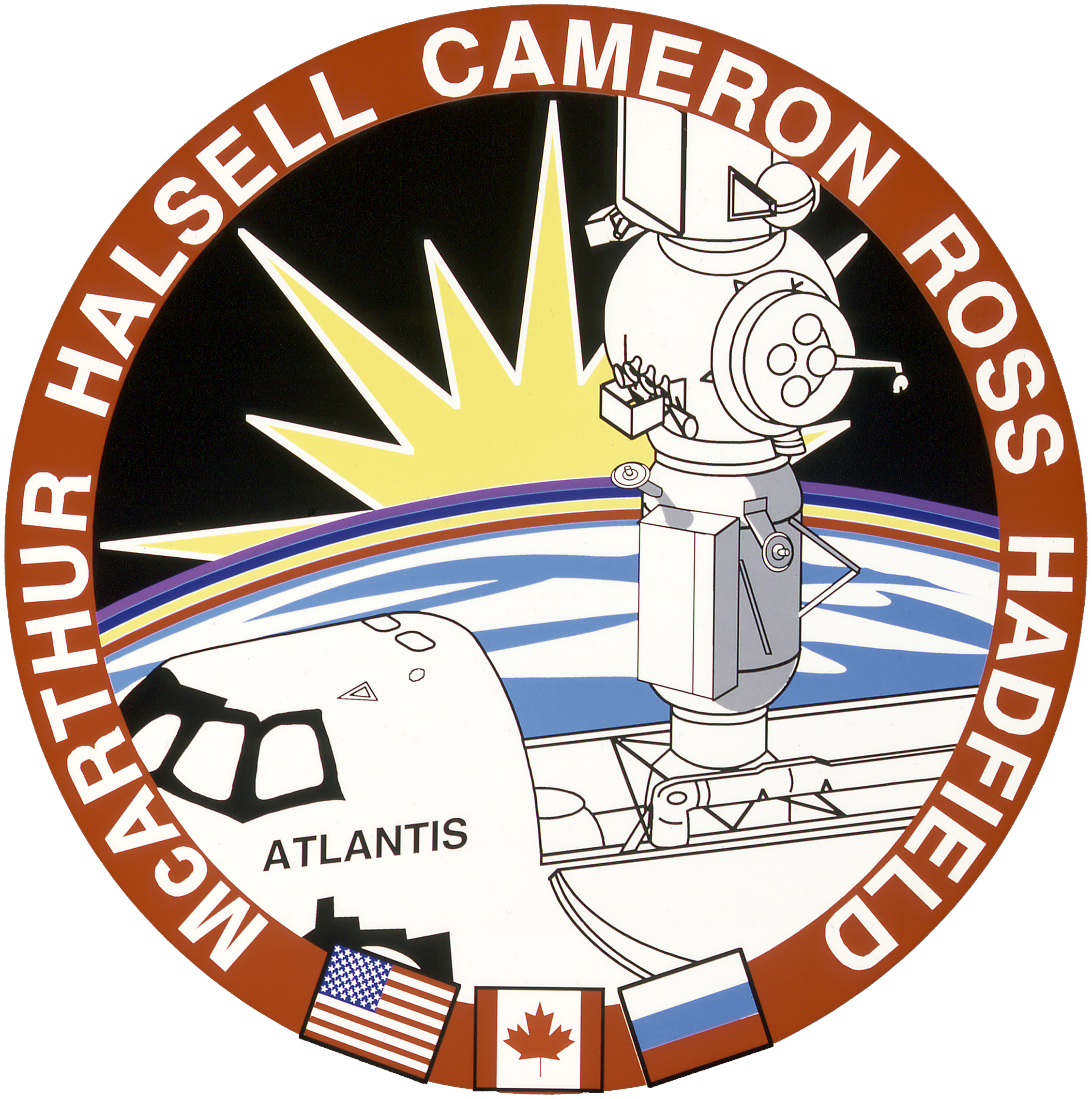
STS-74
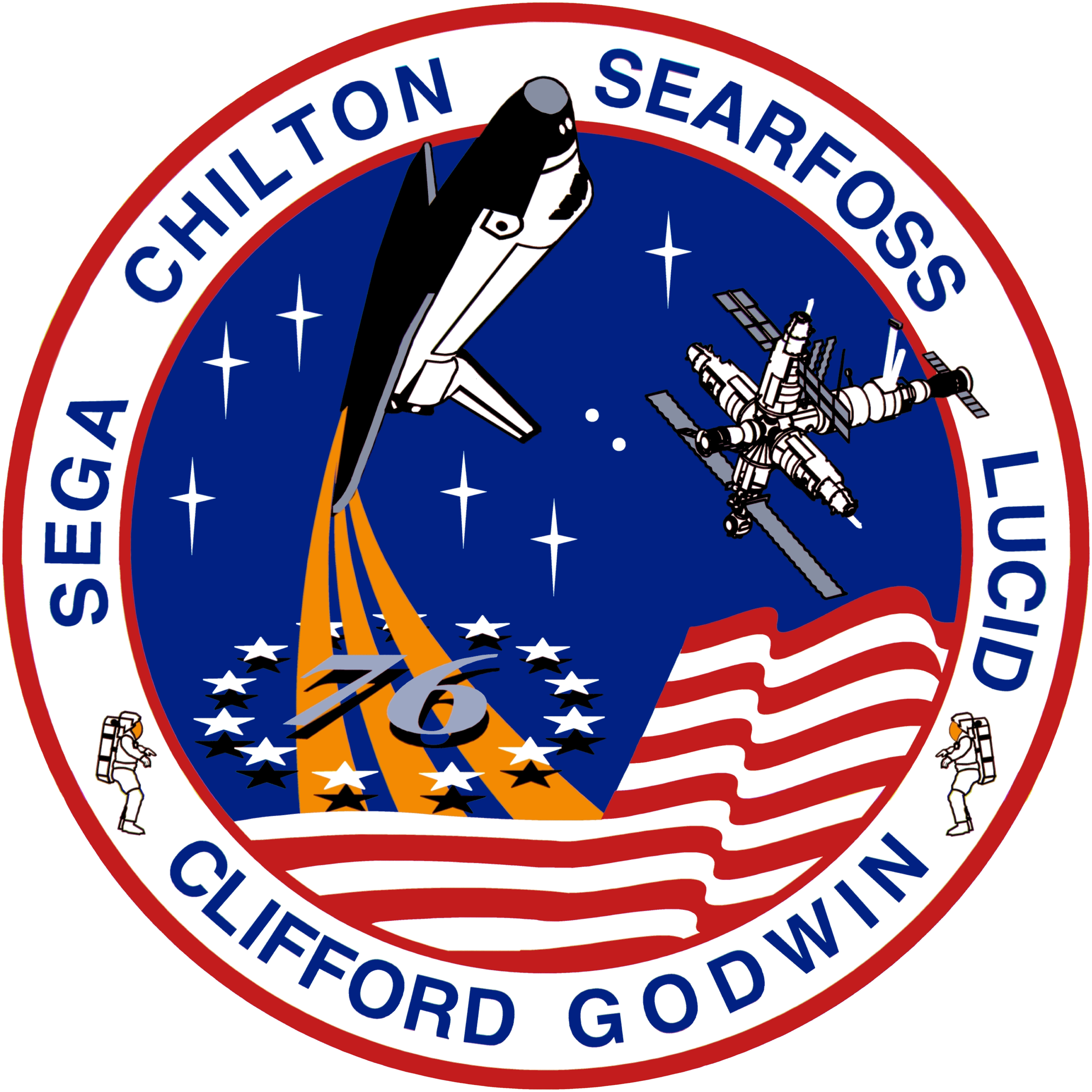
STS-76
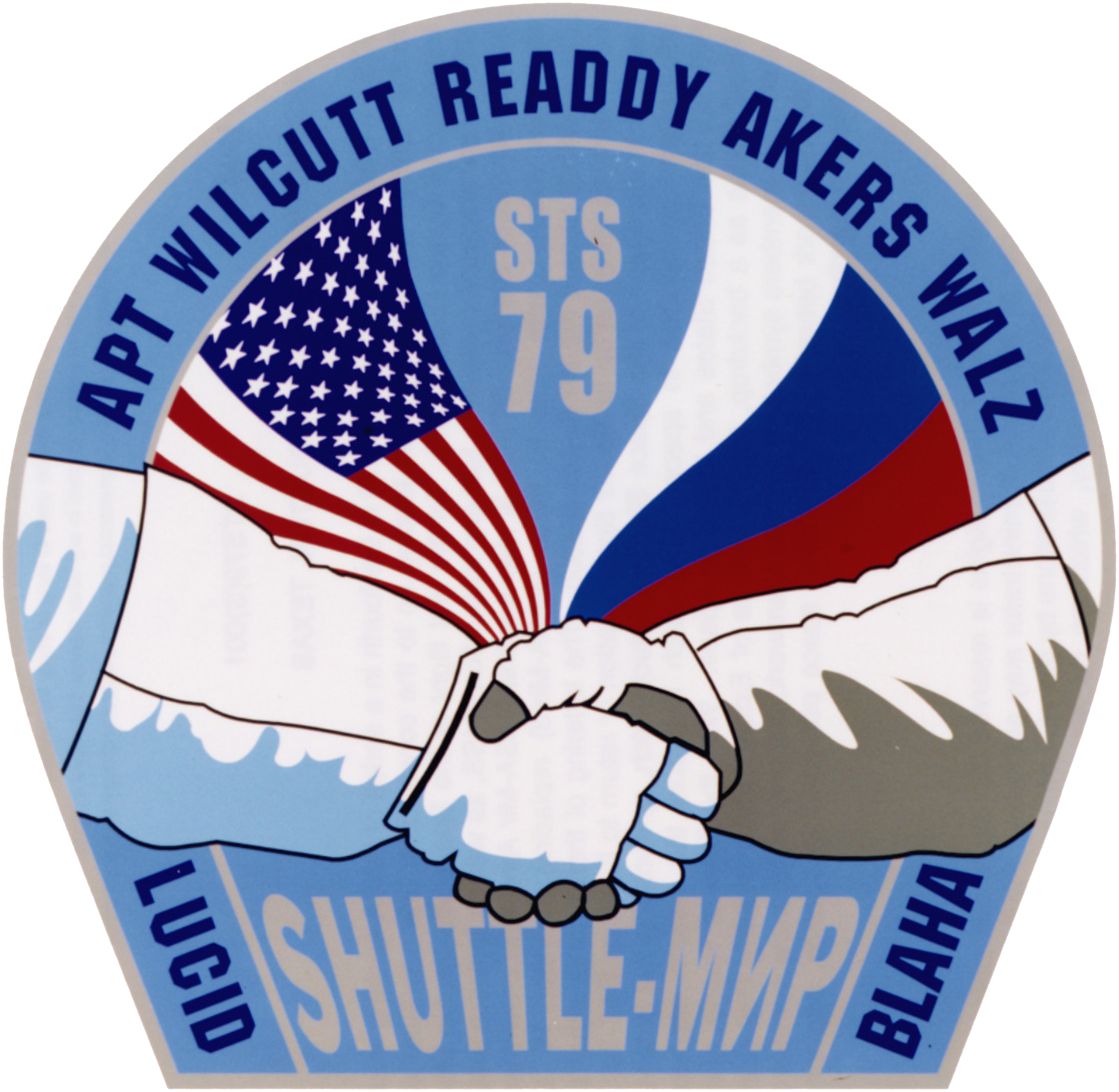
STS-79
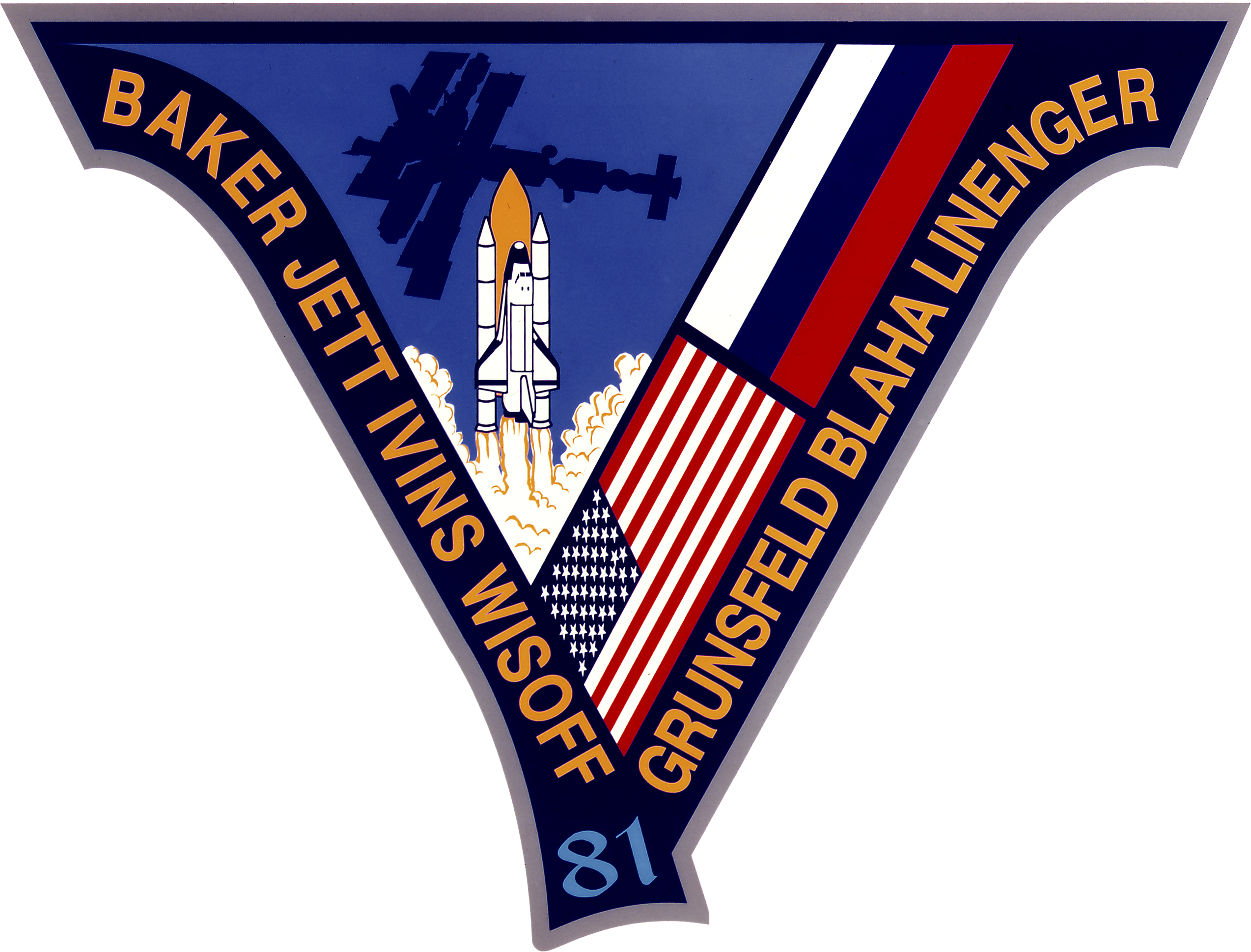
STS-81
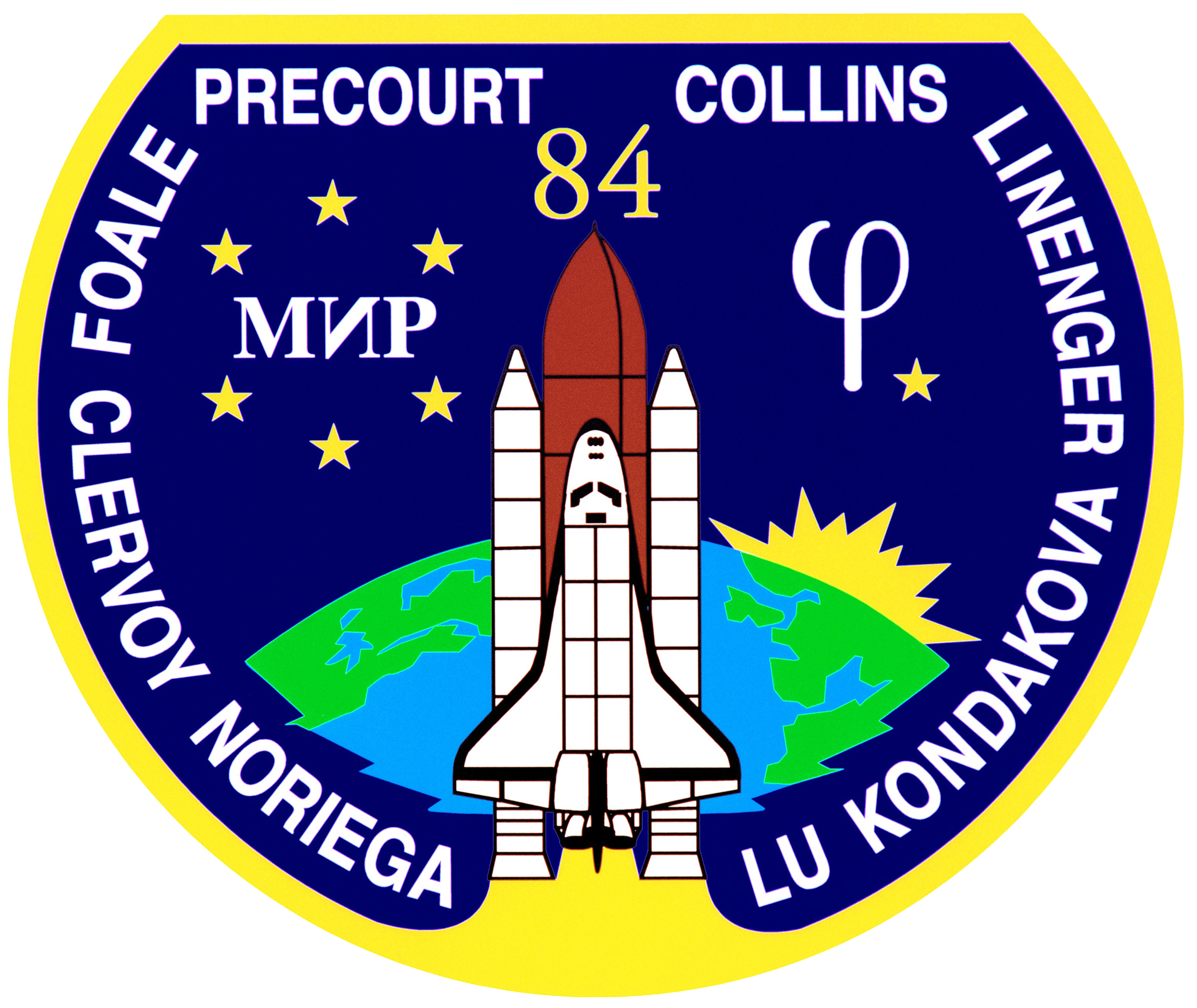
STS-84
STS-86
STS-89
STS-91